# Simeulue
Simeulue – wyspa w Indonezji na Oceanie Indyjskim w okręgu specjalnym Aceh.
Leży koło północno-zachodniego wybrzeża Sumatry w odległości ok. 150 km; jest najbardziej wysuniętą na północ z łańcucha wysepek ciągnącego się wzdłuż Sumatry. Powierzchnia 1754,1 km²; długość linii brzegowej 381,5 km; powierzchnia nizinna, wysokość do 480 m n.p.m.; porośnięta lasem równikowym.
57 tys. mieszkańców (2000); uprawa palmy kokosowej, kauczukowca; pozyskiwanie drewna; hodowla bawołów; rybołówstwo. Główne miasto Sinabang.

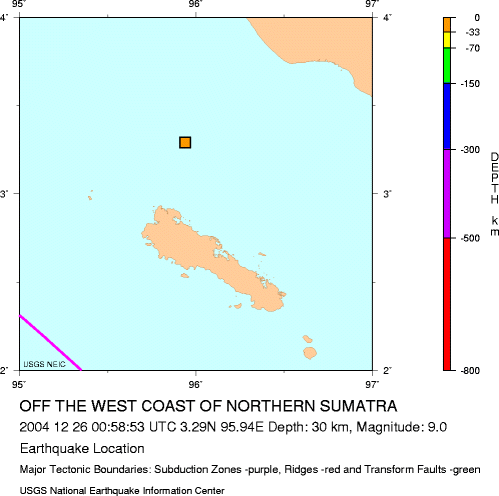
Położenie epicentrum trzęsienia ziemi 26 grudnia 2004 w stosunku do wyspy Simuelue

W czasie trzęsienia ziemi w grudniu 2004 r. Simeulue było najbliżej położonym w stosunku do epicentrum zamieszkanym miejscem; wskutek trzęsienia powierzchnia wyspy podniosła się o prawie 2 metry.